# Col du Pré
Le col du Pré est un col de montagne située dans les Alpes françaises, en Savoie.

## Géographie
Sur la commune de Beaufort, il sépare la station touristique d'Arêches-Beaufort du barrage et du lac de Roselend. La route d'accès est étroite des deux côtés.

## Cyclisme
Le col a été emprunté à trois reprises par le Tour de France, classé à chaque fois hors catégorie. La première fois, en 2018, lors de la 11e étape, Warren Barguil passe en tête. Lors de la 9e étape du Tour de France 2021, c'est Nairo Quintana qui le franchit en première position. Il est de nouveau au programme en 2025 : Lenny Martinez y passe en tête lors de la 19e étape.
Le col est également escaladé par deux fois par les coureurs du Critérium du Dauphiné, classé hors catégorie sur le versant de Beaufort. En 2018, c'est Dario Cataldo qui passe en tête au col, lors de la 6e étape. Il est franchi en tête par Lawson Craddock, lors de la 7e étape en 2021.